# William Wakefield Baum

William Wakefield Kardinal Baum (in Rom am 13. August 1978; Foto von William Fitz-Patrick)

Wappen von Kardinal Baum als Erzbischof von Washington

Wappen von Kardinal Baum als Kurienkardinal

William Wakefield Kardinal Baum (* 21. November 1926 in Dallas, USA als William Wakefield White; † 23. Juli 2015 in Washington, D.C.) war ein US-amerikanischer Geistlicher, Erzbischof von Washington und Kurienkardinal der römisch-katholischen Kirche.

## Leben

### Herkunft und frühe Laufbahn
William Wakefield White, der als kleines Kind den Nachnamen seines jüdischen Stiefvaters Jerome Charles Baum durch Adoption erhielt, empfing nach seiner Ausbildung im Knabenseminar von Kansas City und im Priesterseminar von St. Louis im Jahre 1951 das Sakrament der Priesterweihe.
In den folgenden fünf Jahren wirkte er als Gemeindeseelsorger in Kansas City und unterrichtete Theologie und Kirchengeschichte am College St. Theresa. In den Jahren 1956 bis 1958 promovierte er in Rom zum Doktor der Theologie. Nach seiner Rückkehr in die Vereinigten Staaten von Amerika wurde er zum Pfarrer in Sugar Creek und zum Notar am Diözesangericht ernannt. Darüber hinaus arbeitete er als Sekretär der diözesanen Liturgiekommission und als Vizekanzler der Diözesanverwaltung. Er nahm als Peritus für Fragen bezüglich der Einheit der Christen am Zweiten Vatikanischen Konzil und an mehreren Sitzungen des Weltkirchenrats teil. Von 1954 bis 1967 war er Sekretär des Referats für Ökumene bei der Nordamerikanischen Bischofskonferenz und zusätzlich Seelsorger in Kansas City. Am 15. Juli 1963 verlieh ihm Papst Paul VI. den Ehrentitel Überzähliger Geheimkämmerer Seiner Heiligkeit (Monsignore).

### Bischof, Erzbischof und Kardinal
Am 18. Februar 1970 ernannte ihn Papst Paul VI. zum Bischof von Springfield-Cape Girardeau. Die Bischofsweihe spendete ihm der Erzbischof von Saint Louis, John Carberry, am 6. April 1970. Mitkonsekratoren waren der Bischof von Kansas City-Saint Joseph, Charles Herman Helmsing, und dessen Weihbischof Joseph Vincent Sullivan.
Am 5. März 1973 wurde William Wakefield Baum zum Erzbischof von Washington ernannt und am 9. Mai desselben Jahres in das Amt eingeführt.
Am 24. Mai 1976 nahm ihn Papst Paul VI. als Kardinalpriester mit der Titelkirche Santa Croce in via Flaminia in das Kardinalskollegium auf.

### Kurienkardinal in Rom
Am 15. Januar 1980 ernannte ihn Papst Johannes Paul II. zum Präfekten der Kongregation für das Katholische Bildungswesen und entband ihn am 18. März desselben Jahres der Leitung des Erzbistums Washington. Am 6. April 1990 ernannte ihn der Papst zum Kardinalgroßpönitentiar der Katholischen Kirche. Am 22. November 2001 nahm Papst Johannes Paul II. seinen altersbedingten Rücktritt an.

### Lebensende
Beim Konklave 2005 war er neben Joseph Ratzinger der einzige Wahlberechtigte, der nicht von Johannes Paul II. zum Kardinal ernannt worden war, da der ebenfalls von Paul VI. kreierte philippinische Kardinal Jaime Lachica Sin aus gesundheitlichen Gründen nicht teilnahm.
Kardinal Baum starb im Juli 2015 nach längerer Krankheit. Er war zum Zeitpunkt seines Todes neben Paulo Evaristo Arns und dem früheren Kardinal und Papst Benedikt XVI. einer von drei noch lebenden Kardinälen, die noch von Paul VI. kreiert wurden.